# Conrad Holck

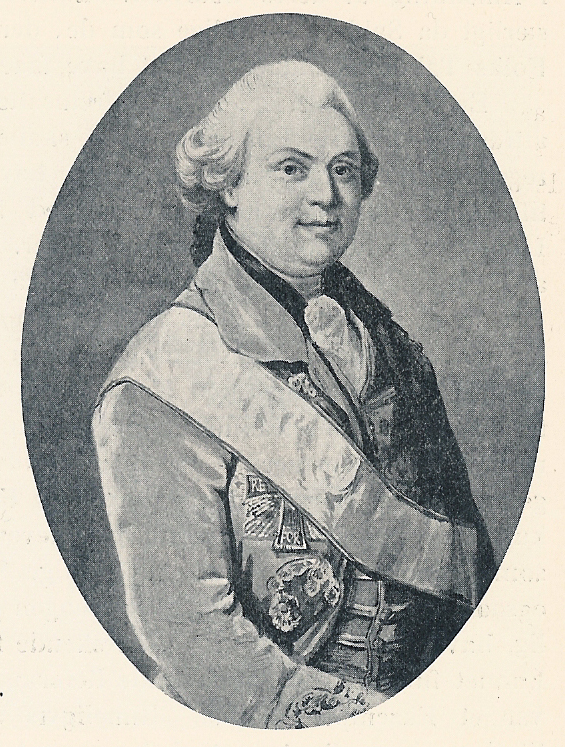
Conrad Holck

Friedrich Wilhelm Conrad Graf Holck (* 28. September 1745 auf Orebygaard (Lolland); † 7. Dezember 1800 in Kiel) war ein dänischer Hofmarschall und Amtmann.

## Leben und Wirken
Conrad Holck war ein Sohn des Generalleutnants Christian Christopher Holck auf Orebygaard (* 24. August 1698; † 23. September 1774 in Holckenhavn) und dessen Ehefrau Ermengard Sophie, geborene Freiin von Winterfeldt (* 1. Januar 1702 in Nimwegen; † 25. März 1756 in Holckenhavn). Die Familie gehörte zum dänischen Adelsgeschlecht derer von Holck mit Henrik Holk als bekanntem General des Dreißigjährigen Krieges. Er hatte mehrere ältere Geschwister, die Schwestern Hilleborg (1739–1817), Margrethe (1741–1826) und Caroline Sophie (1742–1811), verheiratet mit Theodosius Levetzau, sowie die Brüder Flemming (1732–1772) und Gustav Friedrich Holck-Winterfeldt (1733–1776).

### Günstling von Christian VII.
Holck diente seit frühen Jugendjahren als Page und Junker am Hof und war somit dem nur einige Jahre jüngeren Kronprinzen von Kindheit an bekannt. Ein Jahr nachdem der 16-jährige Christian VII. 1766 seinem Vater als König nachgefolgt war, wurde Holck zum Hofmarschall ernannt. Holck entwickelte sich zum engsten Vertrauten des Königs und führte das ausschweifende Leben am Königshof und in den Gasthäusern Kopenhagens an. Durch die Nähe zum König erwarb er sich auch erheblichen politischen Einfluss und förderte russische Interessen am Hofe. So sorgte er für die Entlassung Élie-Salomon-François Reverdils, des aus der Schweiz gebürtigen, der Aufklärung zugeneigten Hauslehrers des Königs, und des aus Frankreich stammenden Generals Saint-Germain – wohl vor allem, weil er in ihnen Konkurrenten um den Einfluss auf den König sah. Er wirkte auch aktiv darauf hin, dass der König keine Beziehung zu seiner jungen Frau Caroline Mathilde aufbaute. Stattdessen fädelte er die Bekanntschaft des Königs mit der Prostituierten Stiefel-Cathrine ein. Nach der Entlassung von Louise von Plessen, der Oberhofmeisterin der Königin, sorgte er dafür, dass seine Schwester Margrethe, ehemalige Hofdame der Prinzessin Louise und seit 1767 verheiratete von der Lühe, dieses Amt erhielt.
Als königlicher Günstling stieg Holck schnell auf. 1767 erhielt er den Ordre de l’union parfaite. 1768 wurde er zum Ritter vom Dannebrog ernannt. Im April heiratete er mit der 16-jährigen Christine von Stockfleth eine reiche Erbin. Sie starb jedoch schon drei Wochen nach der Eheschließung an Pocken. Die 80.000 Reichstaler Mitgift musste Holck an ihre Familie zurückgeben, ihr in die Ehe eingebrachtes Gut Krengerup durfte er behalten.
Wenige Tage vor dem Tod seiner Frau war Holck am 6. Mai 1768 als Begleiter des Königs auf dessen Reise durch Deutschland, Frankreich und England aufgebrochen. Dabei reiste er meist im selben Wagen wie der König. Während dieser Zeit wurde Holck als Geheimrat zum Grand-Maître de la Garderobe et Surintendant des menues Plaisirs ernannt. In dieser Position sorgte er für die Unterhaltung des Königs durch Schauspiele, Maskeraden und Musik. Als Reisearzt für den psychisch labilen König gewann er Johann Friedrich Struensee, einen Armenarzt aus Altona. In Oxford wurde Holck zusammen mit dem König und anderen Reisebegleitern die juristische Ehrendoktorwürde verliehen.
Nach Rückkehr von der Reise wurde er zum Geheimen Konferenzrat ernannt. Je mehr jedoch Struensee das Vertrauen des Königspaares gewann, desto mehr verlor Holck das Wohlwollen des Königs. Auch Caroline Mathilde drängte auf seine Entfernung vom Königshofe. Im Juli 1770 musste er alle Ämter abgeben, ab 1771 erhielt er keine weitere Pension. Letzteres war allerdings keine gegen ihn persönlich gerichtete Maßnahme, sondern gehörte zu der von Struensee veranlassten Finanzreform, in deren Zusammenhang u. a. die Ausgaben für als überflüssig angesehene Hofposten gestrichen wurden. Holck veräußerte daraufhin sämtliche dänischen Güter und wurde nicht mehr politisch tätig.
Auch sein älterer Bruder Gustav, der 1768 Mitglied der Finanzdeputation und 1769 Geheimrat geworden war, gehörte zu den Entlassenen. Seine Schwester Margrethe von der Lühe verlor ebenfalls ihr Amt als Oberhofmeisterin der Königin. Sie konnte allerdings nach Struensees Sturz und der Verbannung von Caroline Mathilde dieselbe Position bei Juliane Marie, der Stiefmutter des Königs, einnehmen.

### Gutsherr und Amtmann
Nach dem Tode seiner ersten Ehefrau und seiner Rückkehr von der Europareise des Königs hatte Holck im September 1769 die erst 12-jährige Juliane Sophie Danneskiold-Laurvig, die Tochter des Lehnsgrafen von Larvik Christian Conrad Danneskiold-Laurvig, geheiratet. 1770 kaufte er das Gut Eckhof bei Strande. Dort ließ er sich nach der Entfernung aus dem königlichen Dienste und dem Verkauf seiner dänischen Güter nieder und ließ ein neues Herrenhaus und einen weitläufigen Park errichten. 1774 wurde der bisherige Meierhof zum eigenständigen adligen Gut aufgewertet. Christian Cay Lorenz Hirschfeld berichtete über diese in englischem Stil gehaltene Parkanlage in seiner Theorie der Gartenkunst. Friedrich Gottlieb Klopstock besuchte Holck und dessen Ehefrau hier oft und schrieb für sie 1778 die Ode Mein Wäldchen. Carl Friedrich Cramer berichtete in Klopstock. (In Fragmenten aus Briefen von Tellow an Elisa) über das Leben auf Eckhof und widmete das Werk Holcks Ehefrau. Im Rahmen aufklärerischer Ansätze entließ Holck 1786 seine Bauern aus der Leibeigenschaft und wandelte diese in Erbpachten um.
1789 wurde er Amtmann von Kiel, Kronshagen und Bordesholm. Anfang 1790 starb seine Frau wenige Wochen nach der Entbindung von dem neunten Kinde. Wenig später verkaufte er Gut Eckhof, möglicherweise auch aufgrund finanzieller Probleme. Danach wohnte er bis Lebensende in Bordesholm. Hier galt er als fröhlicher und leichtsinniger Patriarch und Gastgeber. Zahlreiche Besucher, darunter Jens Immanuel Baggesen und Johann Georg Rist, ein Studienfreund seines Sohnes Conrad, lobten die Feste als „Ancien Régime der Freude“. 1798 heiratete Holck ein drittes Mal.

## Familie
Holck heiratete am 20. April 1768 in Kopenhagen Christine von Stockfleth (* 4. Mai 1751 auf Ulriksholm (Fünen); † 13. Mai 1768 in Kopenhagen). Sie war die einzige, postum geborene Tochter von Christian von Stockfleth (1715–1750) und dessen zweiter Ehefrau Margrethe von Heinen (1730–1805). Die Ehe endete bereits nach drei Wochen durch den Tod der jungen Frau.
Am 28. September 1769 heiratete er in Kopenhagen in zweiter Ehe Juliane Sophie Gräfin Danneskiold-Laurvig (* 12. Januar 1757 in Kopenhagen; † 11. Januar 1790 in Kiel). Sie war die Tochter des Lehnsgrafen von Larvik Christian Conrad Danneskiold-Laurvig (1723–1783) und Dorothea Sophie von Holstein (1713–66). Aus dieser Ehe gingen drei Söhne und sechs Töchter hervor.
- Sophie Dorothea Louise (1774–1863) ⚭ 22. August 1792 Hans Detlev von Hammerstein-Loxten
- Conrad Christoffer (1775–1810)
- Anna (1778–1855) heiratete Johann Erich von Berger.
- Friederike Ernestine, genannt Ina, (* 24. Oktober 1784; † 1838) war nach dem frühen Tode der Mutter Pflegetochter von Friederike Juliane von Reventlow. Sie heiratete den französischen Diplomaten und Politiker Joseph Marie Graf von Portalis (1778–1858), ab 1829 Präsident des Kassationshofes in Paris, der zusammen mit seinem Vater Jean-Étienne-Marie Portalis während der Französischen Revolution auf Gut Emkendorf Zuflucht gefunden hatte.
- Luisa Augusta (* 3. September 1786; † 14. April 1867) ⚭ Henning Bendix von Qualen (1777–1853)
- Julius Carl Christian (* 9. Dezember 1789; † 1857)

In dritter Ehe heiratete Holck am 24. April 1798 in Stade Elisabeth Christine Anna Baroness von Ende (* 28. August 1761 in Celle; † 1. Mai 1823 in Preetz). Das Ehepaar hatte eine Tochter, Adelheid Ermengard (* 1799).